# Кроква (Логойський район)
Кроква — (біл. вёска Кроква), село (веска) в складі Логойського району розташоване в Мінській області Білорусі, підпорядковане Швабській сільській раді.
Село Кроква розташоване в центральних районах Білорусі, у північній частині Мінської області - орієнтовне розташування [Архівовано 17 травня 2020 у Wayback Machine.].